# Cosmethis buruensis
Cosmethis buruensis là một loài bướm đêm trong họ Geometridae.